# Kastanjekaplijstergaai
De kastanjekaplijstergaai (Pterorhinus treacheri, synoniem Garrulax treacheri) is een zangvogel uit de familie Leiothrichidae. Deze vogel is in 1879 door  Richard Bowdler Sharpe geldig beschreven aan de hand van een collectie balgen (waaronder het holotype) die hij kreeg van de Britse koloniaal bestuurder William Hood Treacher (1849-1919).

## Kenmerken
De kastanjekaplijstergaai heeft een lengte van gemiddeld 25 cm. Het is een overwegend grijs gekleurde vogel met een kastanjekleurige kop. Rond het oog een witte ring en op de vleugel een opvallende witte vlek (de "spiegel"). De vogel lijkt sterk op de spiegellijstergaai met als verschil de hoeveelheid kastanjebruin op de kop.

## Verspreiding en leefgebied
De kastanjekaplijstergaai  komt alleen voor op Borneo. Het is een vogel die leeft in montaan regenbos of secondair bos boven de 900 m boven de zeespiegel. Het is een veel voorkomende vogel in bijvoorbeeld het nationale park Mount Kinabalu.
De soort telt drie ondersoorten:
- P. t. treacheri: Sabah.
- P. t. damnatus: oostelijk Sarawak en noordoostelijk Kalimantan.
- P. t. griswoldi: centraal Borneo.

## Status
De grootte van de populatie is niet gekwantificeerd maar de soort wordt omschreven als zeer talrijk in de bergen van Borneo. Op de Rode lijst van de IUCN heeft deze soort de status niet bedreigd.